# کلاید جرونیمی

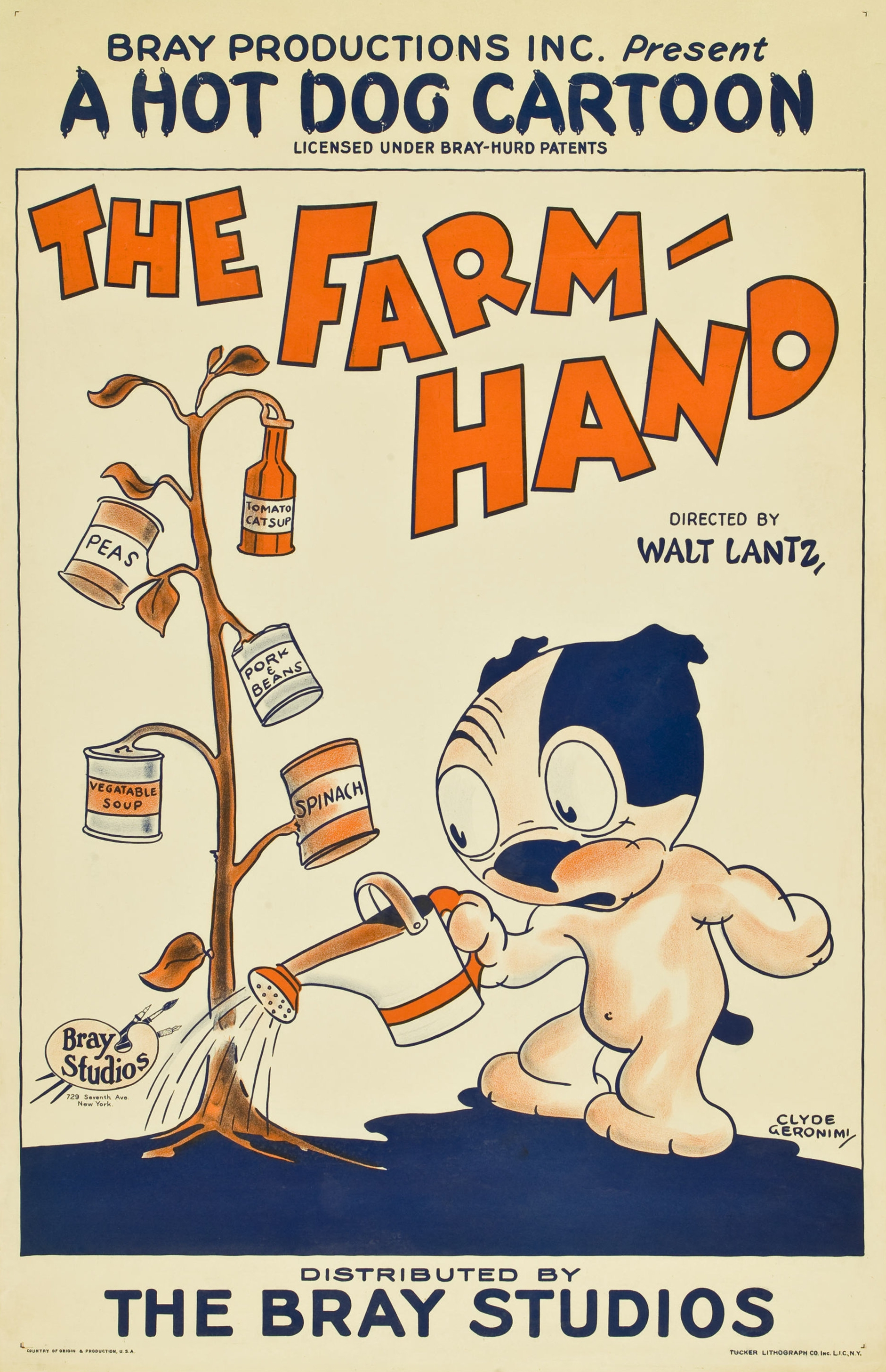
عکسی برش‌داده شده در مناقشه‌های هریتیج

کلاید جرونیمی (انگلیسی: Clyde Geronimi؛ ‏ ۱۲ ژوئن ۱۹۰۱ – ۲۴ آوریل ۱۹۸۹) انیماتور و کارگردان فیلم ایتالیایی آمریکایی بود.
از فیلم‌هایی که وی در آن‌ها نقش داشته است، می‌توان به جوجه کوچولو، پنجه‌ای قرض بده، پیتر پن و آلیس در سرزمین عجایب، سیندرلا، صد و یک سگ خالدار، زیبای خفته و بانو و ولگرد اشاره نمود.